# 徐中玉
徐中玉（1915年2月15日—2019年6月25日），男，江苏江阴人，中国教育家、文艺理论家，华东师范大学教授。

## 生平
1934年毕业于国立中央大学中文系，1952年到华东师范大学执教，先后任华东师范大学中文系主任、文学研究所所长、上海作家协会主席，中国文艺理论学会会长、全国大学语文研究会会长等職務。
1957年，徐中玉被打成了右派，理由是提倡“教授治校”、“学术至上”。

## 著作
曾主编全国第一本《大学语文》。